# معركة الرماح الذهبية

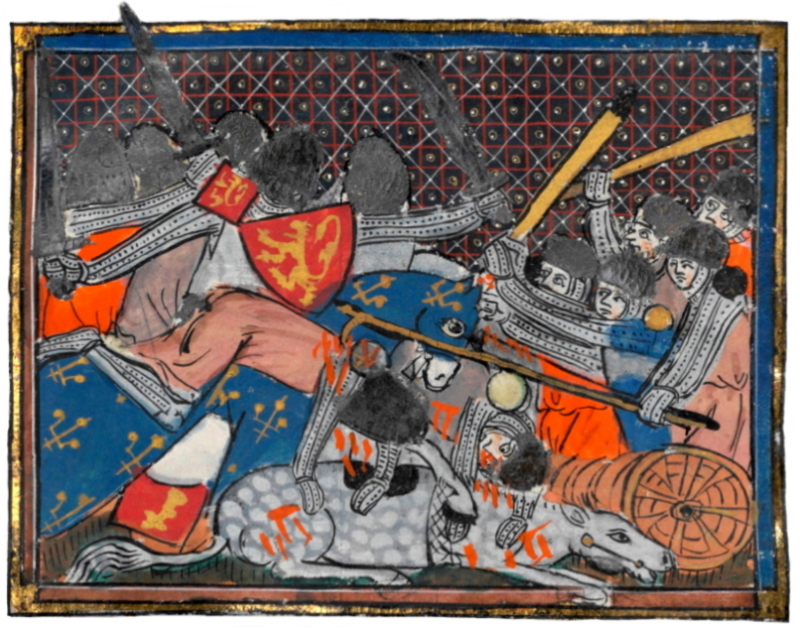

دارت معركة الرماح الذهبية والمعروفة أيضًا باسم معركة كورتراي (بالهولندية: Guldensporenslag) و(بالفرنسية: Bataille des éperons d'or)‏ يوم 11 يوليو 1302 بالقرب من كورتريك (كورتراي) في الفلاندرز. ذكرى المعركة عطلة رسمية لدى المجتمع الفلمنكي في بلجيكا.